# Ferdinand Dominicus Niedieck
Ferdinand Dominicus Niedieck (* 7. März 1801 in Stromberg; † 22. April 1885 in Münster) war ein deutscher Bankier und Politiker.
Niedieck war Bankier und von 1842 bis 1866 Direktor der Provinzial-Hülfskasse Westfalen. Von 1843 bis 1865  war er Abgeordneter im Provinziallandtag der Provinz Westfalen für den Stand der Städte im Wahlbezirk Ost-Münster für die Stadt Münster. Er war auch als Mitglied der Vereinigten Landtage gewählt, nahm aber an den Beratungen dort nicht teil. 
Am 15. Mai 1827 heiratete er Caroline Bernhardine Friederike Scheffer gen. Boichorst (1807–1879) in der St.-Servatii-Kirche in Münster. Sein Grab befindet sich auf dem (ehemaligen) Mauritzfriedhof in Münster.